# Soungoutou Magassa
Soungoutou Magassa (Stains, 8 oktober 2003) is een Frans voetballer met Malinese roots die onder contract ligt bij AS Monaco.

## Clubcarrière
Magassa genoot zijn jeugdopleiding bij Sucy FC, RC Joinville, US Lusitanos Saint-Maur, FC des Gobelins en AS Monaco. In april 2021 ondertekende hij een driejarig profcontract bij de Monegasken. Op 2 januari 2022 maakte hij zijn officiële debuut in het eerste elftal van de club: in de Coupe de France-wedstrijd tegen US Quevilly-Rouen Métropole liet interim-trainer Stéphane Nado, die voordien actief was als beloftentrainer en dus reeds met Magassa had samengewerkt, hem tijdens de slotfase invallen voor Wissam Ben Yedder.

## Clubstatistieken
| Seizoen         | Club            | Land            | Competitie             | Competitie | Competitie | Beker | Beker | Supercup | Supercup | Europees | Europees | Totaal | Totaal |
| Seizoen         | Club            | Land            | Competitie             | Wed.       | Dlp.       | Wed.  | Dlp.  | Wed.     | Dlp.     | Wed.     | Dlp.     | Wed.   | Dlp.   |
| --------------- | --------------- | --------------- | ---------------------- | ---------- | ---------- | ----- | ----- | -------- | -------- | -------- | -------- | ------ | ------ |
| 2021/22         | AS Monaco B     | Vlag van Monaco | Championnat National 2 | 8          | 0          | —     | —     | —        | —        | —        | —        | 8      | 0      |
| 2021/22         | AS Monaco       | Vlag van Monaco | Ligue 1                | 0          | 0          | 1     | 0     | —        | —        | 0        | 0        | 1      | 0      |
| Carrière totaal | Carrière totaal | Carrière totaal | Carrière totaal        | 8          | 0          | 1     | 0     | 0        | 0        | 0        | 0        | 9      | 0      |

Bijgewerkt op 3 januari 2022.